# Kromberk
Kromberk (olasz nyelven: Moncorona, német nyelven: Cronberg bei Görz) falu Nyugat-Szlovéniában, a Goriška statisztikai régióban. Közigazgatásilag Nova Goricához tartozik. Lakosságának száma 1820 fő.
A település szorosan kapcsolódik a közeli Ajševicához és Lokéhoz, melyekkel önálló kerületet alkot Nova Gorica községen belül. A Kromberk-kastély a falu szélén található. A kastélyt a  Coronini Cronberg nemesi családról nevezték el.

## Nevének eredete
Kromberk neve legelőször 1200 körül bukkan fel In Lite, majd 1370 körül in Strania alakban. A középkorban a települést Stran, vagy Stranje néven említik (magyarul: hegygerinc oldala), amely a település nevének középkori fordításából ered. A falu mai nevét a Kronberg nemesi családról kapta, amely az olasz Coronini német megfelelője. A név jelentése a következő: kron, amely a corona (korona) szó rövidített változata és a -berg, mint hegy.

## Történelme
A tizenkilencedik században egy kicsi, de mérhető friuli (olasz) kisebbség élt a településen, akik azóta asszimilálódtak. Az 1910-es osztrák népszámlálási adatok alapján a falu lakóinak 99,8%-a szlovén nemzetiségű volt. A friuli jelenlét felbukkan a helyiek által beszélt szlovén nyelv egyes elemeiben, a helyi földrajzi elnevezésekben és a konyhaművészetben is. Az olasz eredettel bíró családnevek mai napig elég gyakoriak Kromberkben.

## Fordítás
- Ez a szócikk részben vagy egészben  a   Kromberk című angol Wikipédia-szócikk ezen változatának fordításán alapul.  Az eredeti cikk szerkesztőit annak laptörténete sorolja fel. Ez a jelzés csupán a megfogalmazás eredetét és a szerzői jogokat jelzi, nem szolgál a cikkben szereplő információk forrásmegjelöléseként.